# 訃報 1978年1月
訃報 1978年1月（ふほう 1978ねん1がつ）では、1978年（昭和53年）1月中に物故した、又は物故が報じられた人物についてまとめる。

## （1日 - 15日）

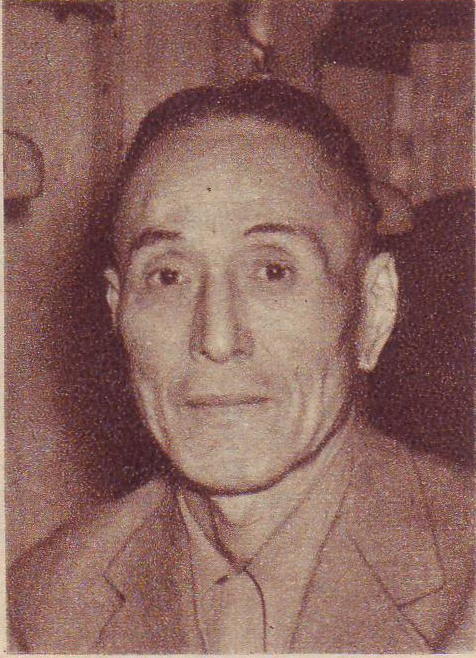
三宅大輔／1月3日没

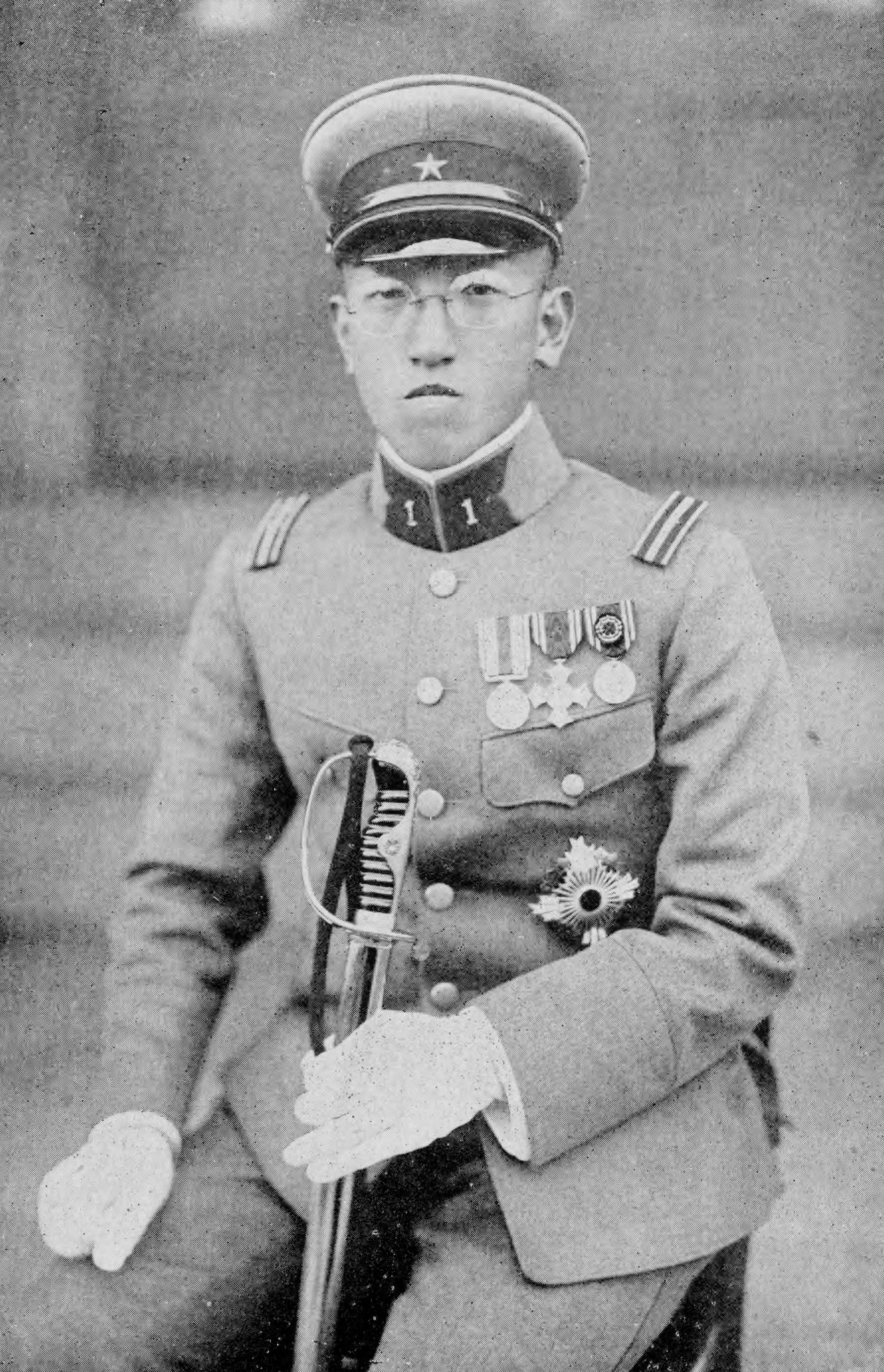
賀陽宮恒憲王／1月3日没

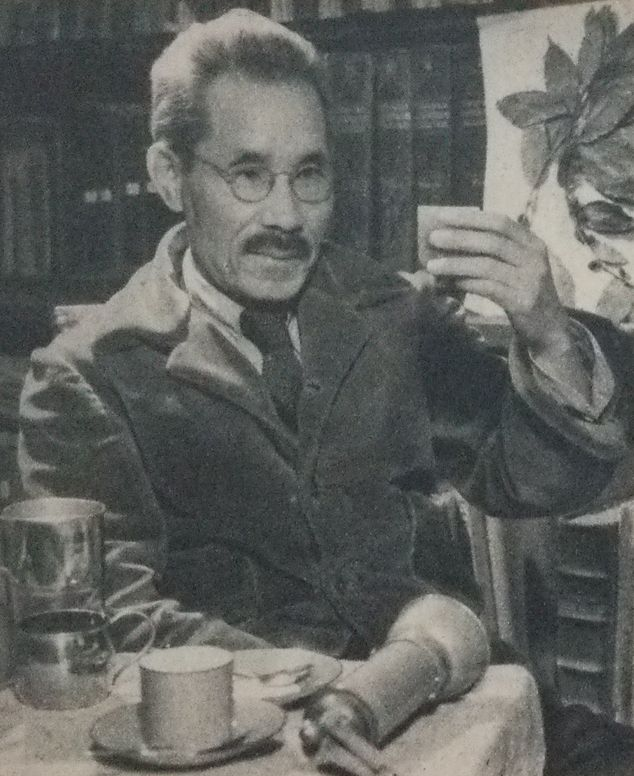
坂崎坦／1月4日没

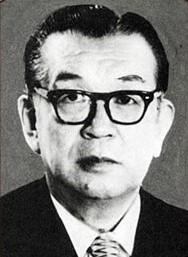
前田佳都男／1月4日没

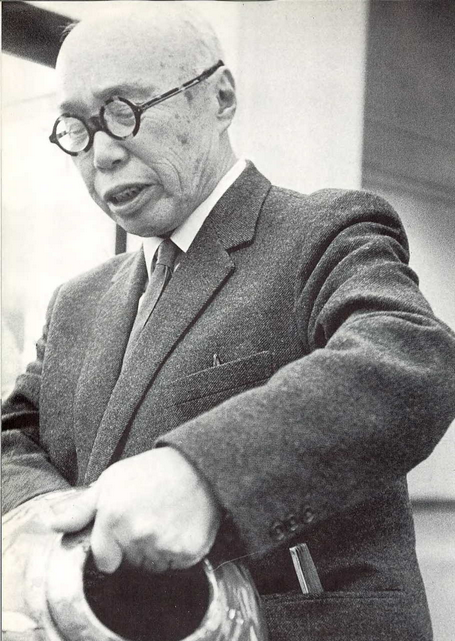
濱田庄司／1月5日没

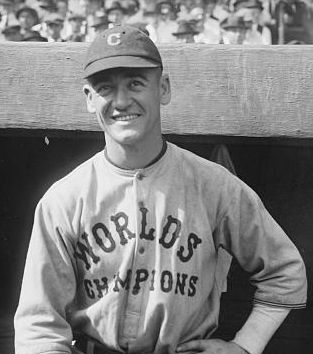
ジョージ・バーンズ／1月7日没

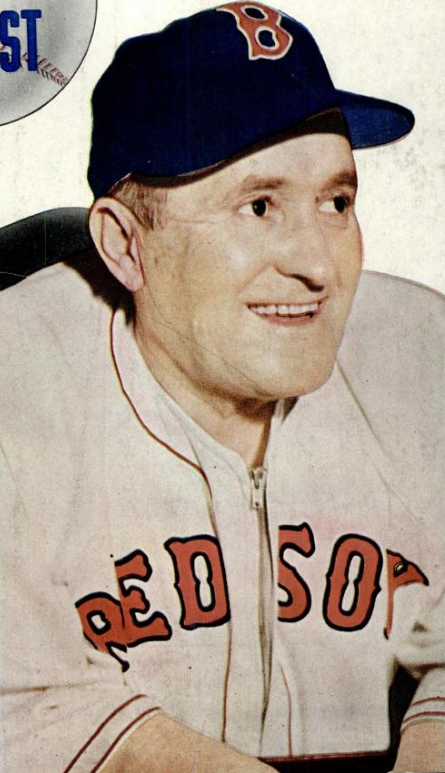
ジョー・マッカーシー／1月13日没

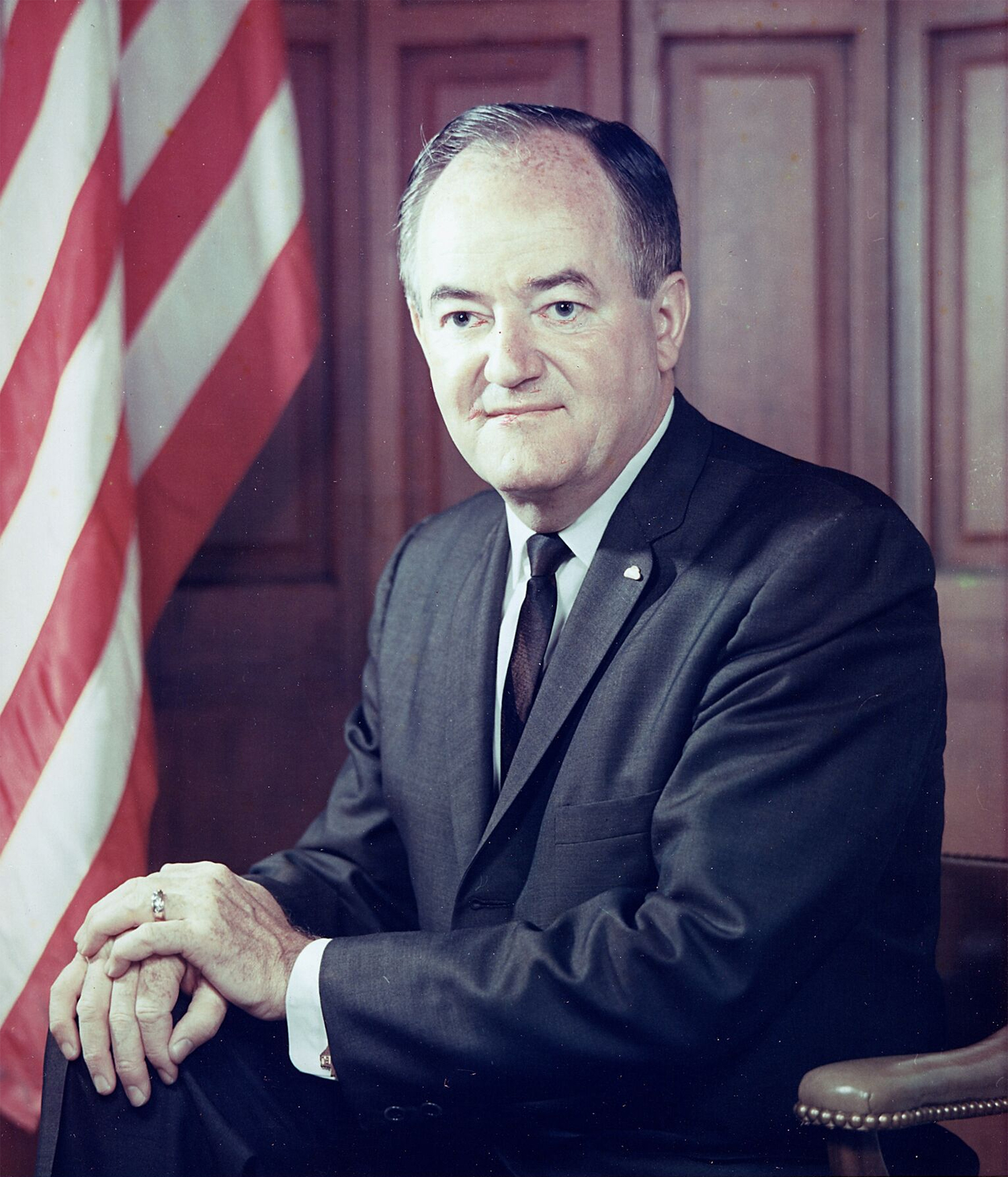
ヒューバート・H・ハンフリー／1月13日没

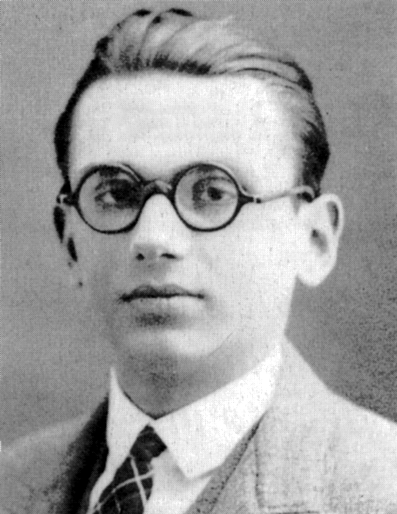
クルト・ゲーデル／1月14日没

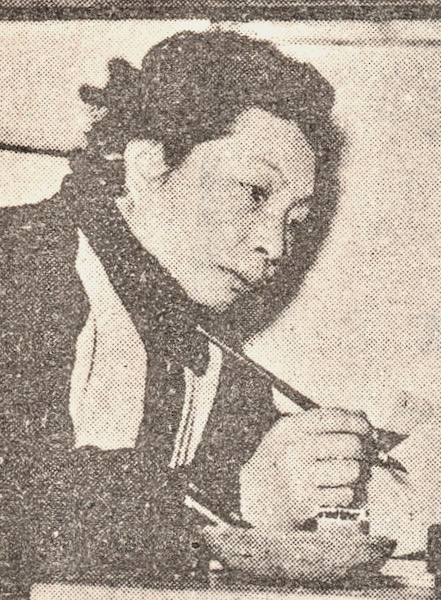
花森安治／1月14日没

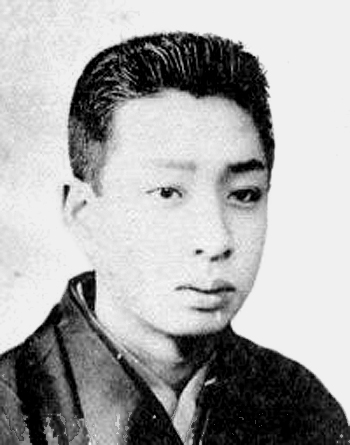
市川百々之助／1月15日没

- 1月3日 - 三宅大輔、野球選手、プロ野球監督（* 1893年）
- 1月3日 - 豊嶋弥左衛門、シテ方金剛流能楽師（* 1899年）
- 1月3日 - 賀陽宮恒憲王、旧皇族・陸軍軍人（* 1900年）
- 1月4日- 坂崎坦、美術史家・坂崎乙郎の父（* 1887年）
- 1月4日 - 平田ヒデ、教育者・政治家（* 1902年）
- 1月4日 - 尾崎喜左雄、考古学者（* 1904年）
- 1月4日 - 前田佳都男、政治家（* 1910年）
- 1月4日 - 小山内宏、軍事評論家（* 1916年）
- 1月5日 - 濱田庄司、陶芸家（* 1894年）
- 1月5日 - 刀祢館正也、政治家・衆議院議員（* 1928年）
- 1月7日 - ジョージ・バーンズ、メジャーリーガー（* 1893年）
- 1月13日 - ジョー・マッカーシー、メジャーリーグ監督（* 1887年）
- 1月13日 - ヒューバート・H・ハンフリー、民主党上院議員（* 1911年）
- 1月14日 - クルト・ゲーデル、数学者（* 1906年）
- 1月14日 - 花森安治、編集者（* 1911年）
- 1月15日 - 十和田操、作家（* 1900年）
- 1月15日 - 市川百々之助、歌舞伎役者・映画俳優・映画監督（* 1906年）

## （16日 - 31日）

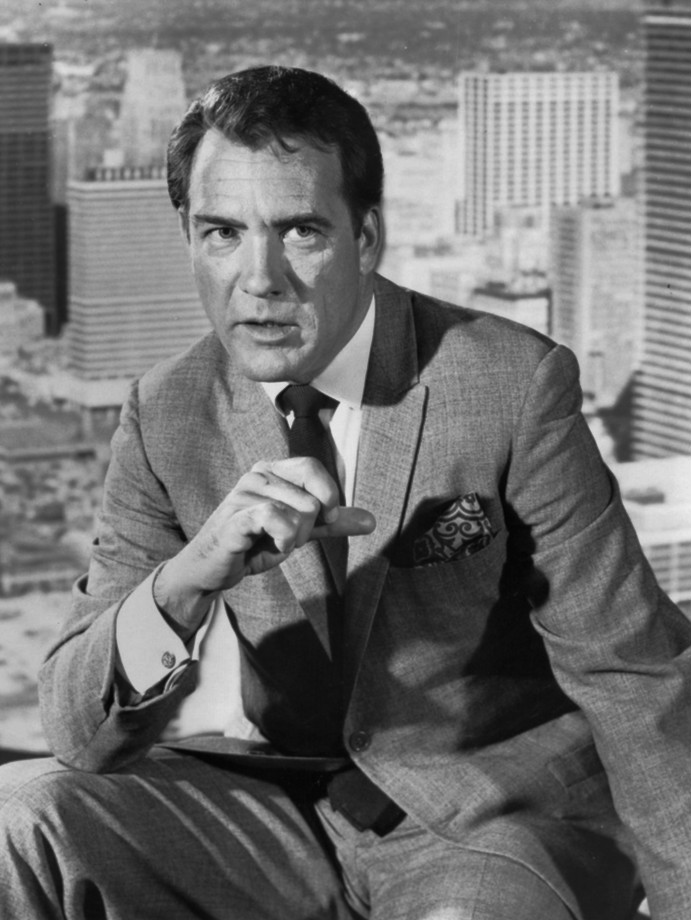
カール・ベッツ／1月18日没

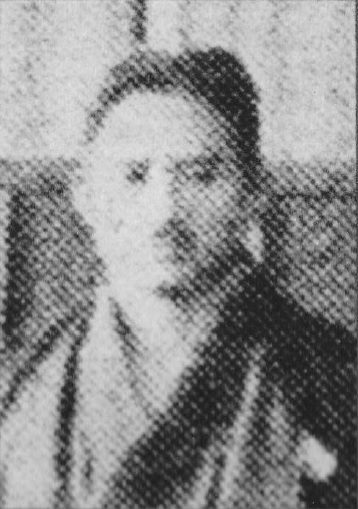
高橋秀山／1月20日没

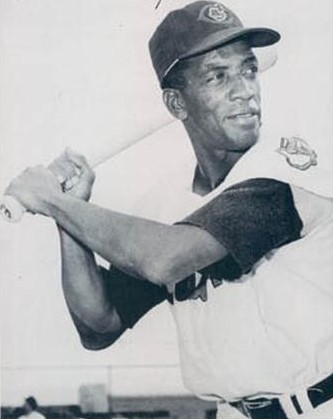
ラリー・レインズ／1月28日没

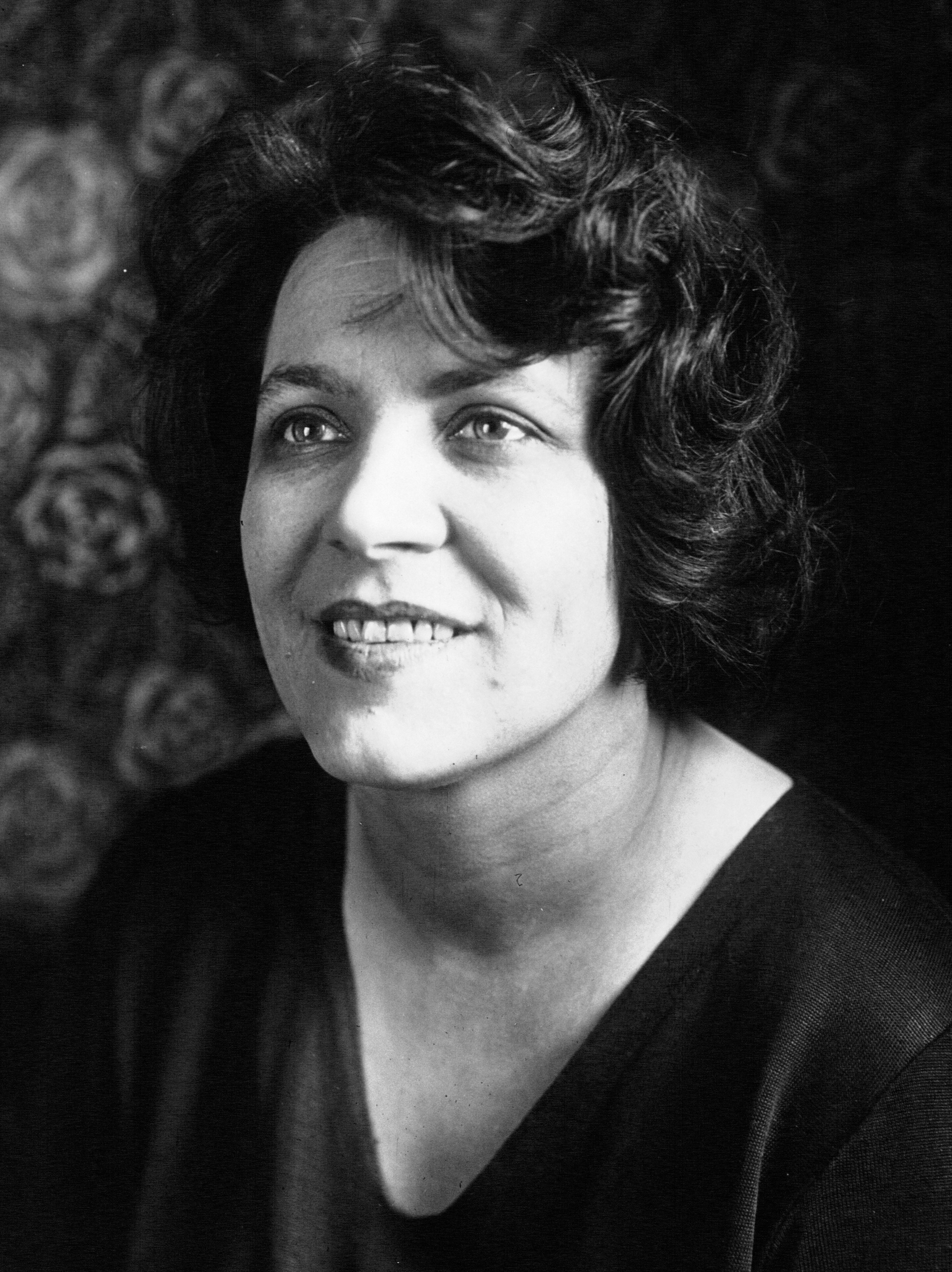
ダミア／1月31日没

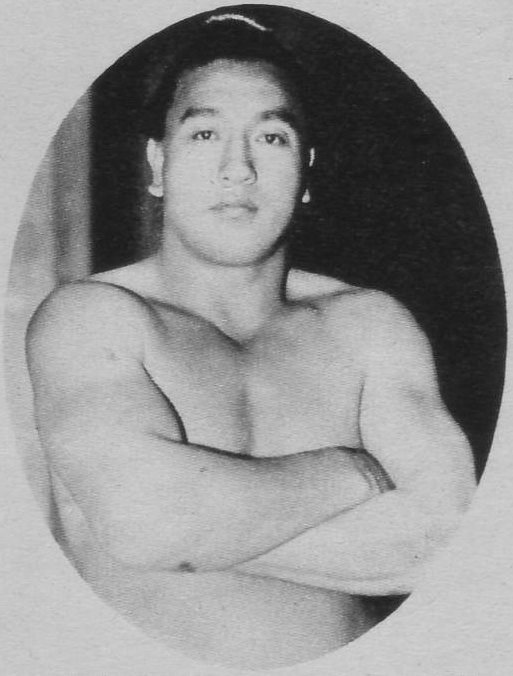
旭川幸之焏／1月31日没

- 1月16日 - 人見誠治、ジャーナリスト・マスメディア経営者（* 1898年）
- 1月16日 - 厨川文夫、英語・英文学者・慶応義塾大学名誉教授（* 1907年）
- 1月17日 - 小沼正、国家主義者（* 1911年）
- 1月18日 - カール・ベッツ、俳優（* 1921年）
- 1月20日- 高橋秀山、柔道家（* 1892年）
- 1月20日- 梶一郎、将棋棋士（* 1912年）
- 1月21日 - 尾留川正平、地理学者（* 1911年）
- 1月23日 - テリー・キャス、ミュージシャン（* 1946年）
- 1月24日 - 片山泰久、京都大学工学部教授（* 1926年）
- 1月24日 - ジョルジュ・スペシェ、自転車競技選手（* 1907年）
- 1月25日 - 隈元謙次郎、美術史家（* 1903年）
- 1月25日 - 足立仁、農学者・微生物学者（* 1897年）
- 1月26日 - 加賀山直三、歌舞伎評論家（* 1909年）
- 1月28日 - ラリー・レインズ、阪急ブレーブスのプロ野球選手（* 1930年）
- 1月30日 - 岩崎民男、陸軍軍人（* 1894年）
- 1月31日 - ダミア、シャンソン歌手・女優（* 1889年）
- 1月31日 - 旭川幸之焏、大相撲力士（* 1905年）